# Narthecium americanum
Narthecium americanum är en enhjärtbladig växtart som beskrevs av Ker Gawl. Narthecium americanum ingår i släktet myrliljor, och familjen myrliljeväxter. Inga underarter finns listade i Catalogue of Life.

## Bildgalleri

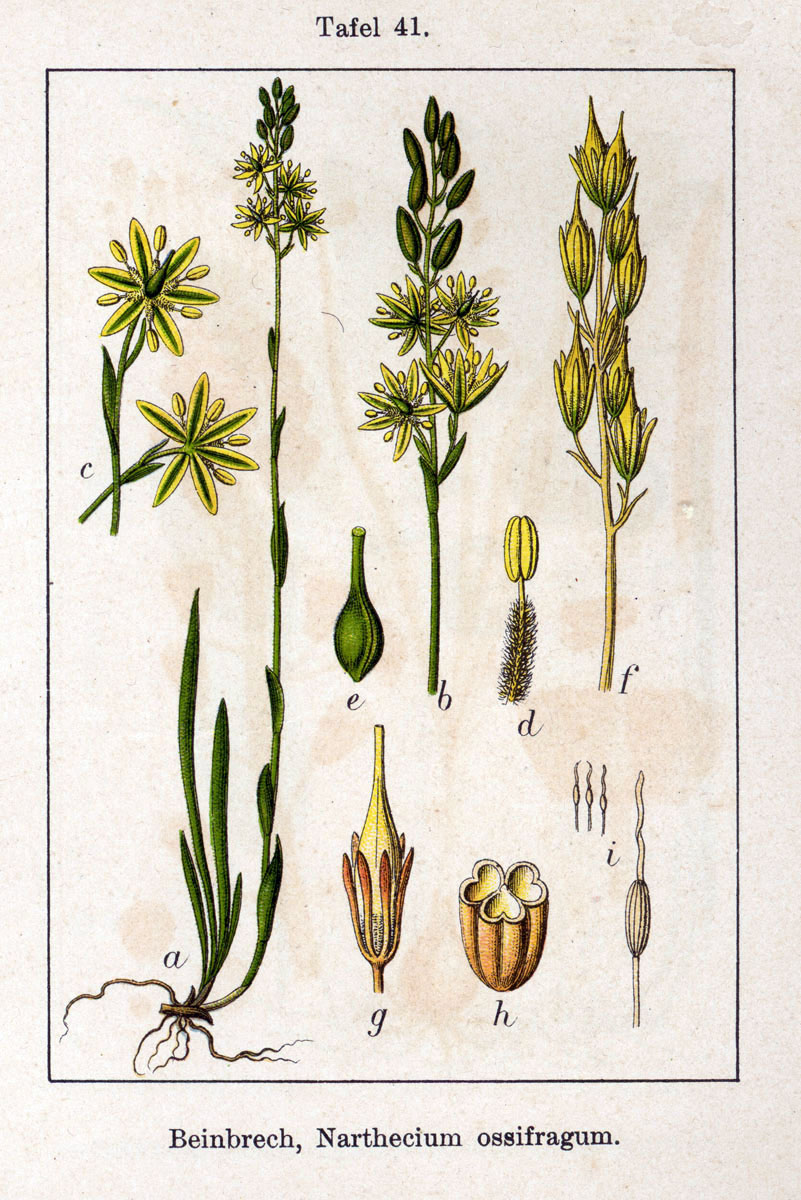
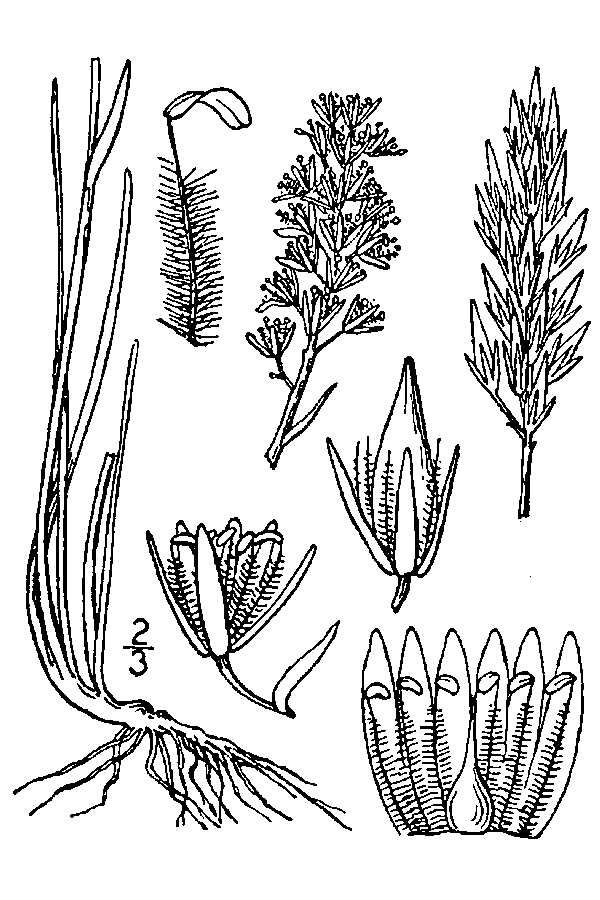